# Mecklenburgische Seenplatte járás
Mecklenburgische Seenplatte egy járás Mecklenburg-Elő-Pomeránia tartományban, Németország legnagyobb járása és nagyobb mint a Saar-vidék. 2011. szeptember 3. óta létezik. Mecklenburgische Seenplatte járás Vorpommern-Greifswald, Vorpommern-Rügen, Rostock, Ludwigslust-Parchim, Uckermark, Ostprignitz-Ruppin és Oberhavel járásokkal határos. Lakosainak száma 261 733 fő (2014. december 31.).

## Népesség
A járás népessége az elmúlt években az alábbi módon változott:

| 2014 | 261 733 |

## Városok és községek
Önálló városok
1. Dargun,
2. Demmin, Hanza-város
3. Neubrandenburg,
4. Neustrelitz,
5. Waren (Müritz),

Önálló község
1. Feldberger Seenlandschaft (székhely: Feldberg)

 Települések amik egy Amt (Lau 1) tagjai

* Az Amt székhelye
| - 1. Amt Demmin-Land (székhely: Demmin) 1. Beggerow 2. Borrentin 3. Hohenbollentin 4. Hohenmocker 5. Kentzlin 6. Kletzin 7. Lindenberg 8. Meesiger 9. Nossendorf 10. Sarow 11. Schönfeld 12. Siedenbrünzow 13. Sommersdorf 14. Utzedel 15. Verchen 16. Warrenzin - 2. Amt Friedland 1. Datzetal 2. Friedland, város * 3. Galenbeck 4. Genzkow - 3. Amt Malchin am Kummerower See 1. Basedow 2. Duckow 3. Faulenrost 4. Gielow 5. Kummerow 6. Malchin, város * 7. Neukalen, város - 4. Amt Malchow 1. Alt Schwerin 2. Fünfseen 3. Göhren-Lebbin 4. Malchow, város * 5. Nossentiner Hütte 6. Penkow 7. Silz 8. Walow 9. Zislow - 5. Amt Mecklenburgische Kleinseenplatte 1. Mirow, város * 2. Priepert 3. Wesenberg, város 4. Wustrow - 6. Amt Neustrelitz-Land (székhely: Neustrelitz) 1. Blankensee 2. Blumenholz 3. Carpin 4. Godendorf 5. Grünow 6. Hohenzieritz 7. Klein Vielen 8. Kratzeburg 9. Möllenbeck 10. Userin 11. Wokuhl-Dabelow | - 7. Amt Neverin 1. Beseritz 2. Blankenhof 3. Brunn 4. Neddemin 5. Neuenkirchen 6. Neverin * 7. Sponholz 8. Staven 9. Trollenhagen 10. Woggersin 11. Wulkenzin 12. Zirzow - 8. Amt Penzliner Land 1. Ankershagen 2. Kuckssee 3. Möllenhagen 4. Penzlin, város * - 9. Amt Röbel-Müritz 1. Altenhof 2. Bollewick 3. Buchholz 4. Bütow 5. Fincken 6. Gotthun 7. Grabow-Below 8. Groß Kelle 9. Kieve 10. Lärz 11. Leizen 12. Ludorf 13. Massow 14. Melz 15. Priborn 16. Rechlin 17. Röbel/Müritz, város * 18. Schwarz 19. Sietow 20. Stuer 21. Vipperow 22. Wredenhagen 23. Zepkow - 10. Amt Seenlandschaft Waren (székhely: Waren (Müritz)) 1. Grabowhöfe 2. Groß Plasten 3. Hohen Wangelin 4. Jabel 5. Kargow 6. Klink 7. Klocksin 8. Moltzow 9. Peenehagen 10. Schloen-Dratow 11. Torgelow am See 12. Varchentin 13. Vollrathsruhe | - 11. Amt Stargarder Land 1. Burg Stargard, város * 2. Cölpin 3. Groß Nemerow 4. Holldorf 5. Lindetal 6. Pragsdorf - 12. Amt Stavenhagen 1. Bredenfelde 2. Briggow 3. Grammentin 4. Gülzow 5. Ivenack 6. Jürgenstorf 7. Kittendorf 8. Knorrendorf 9. Mölln 10. Ritzerow 11. Rosenow 12. Stavenhagen, Reuterváros * 13. Zettemin - 13. Amt Treptower Tollensewinkel 1. Altenhagen 2. Altentreptow, város * 3. Bartow 4. Breesen 5. Breest 6. Burow 7. Gnevkow 8. Golchen 9. Grapzow 10. Grischow 11. Groß Teetzleben 12. Gültz 13. Kriesow 14. Pripsleben 15. Röckwitz 16. Siedenbollentin 17. Tützpatz 18. Werder 19. Wildberg 20. Wolde - 14. Amt Woldegk 1. Groß Miltzow 2. Kublank 3. Neetzka 4. Petersdorf 5. Schönbeck 6. Schönhausen 7. Voigtsdorf 8. Woldegk, város * |

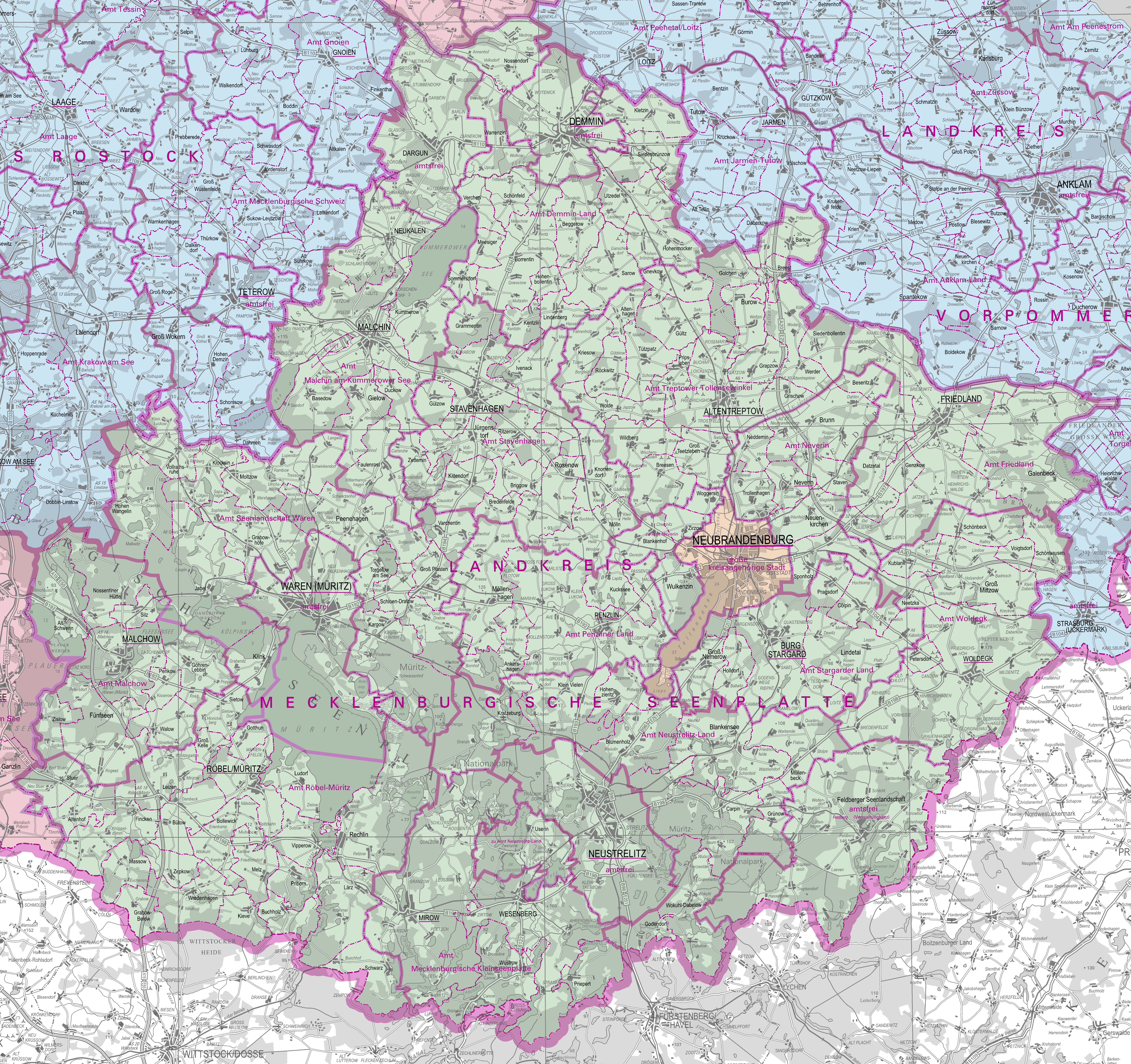
Ämter und Gemeinden

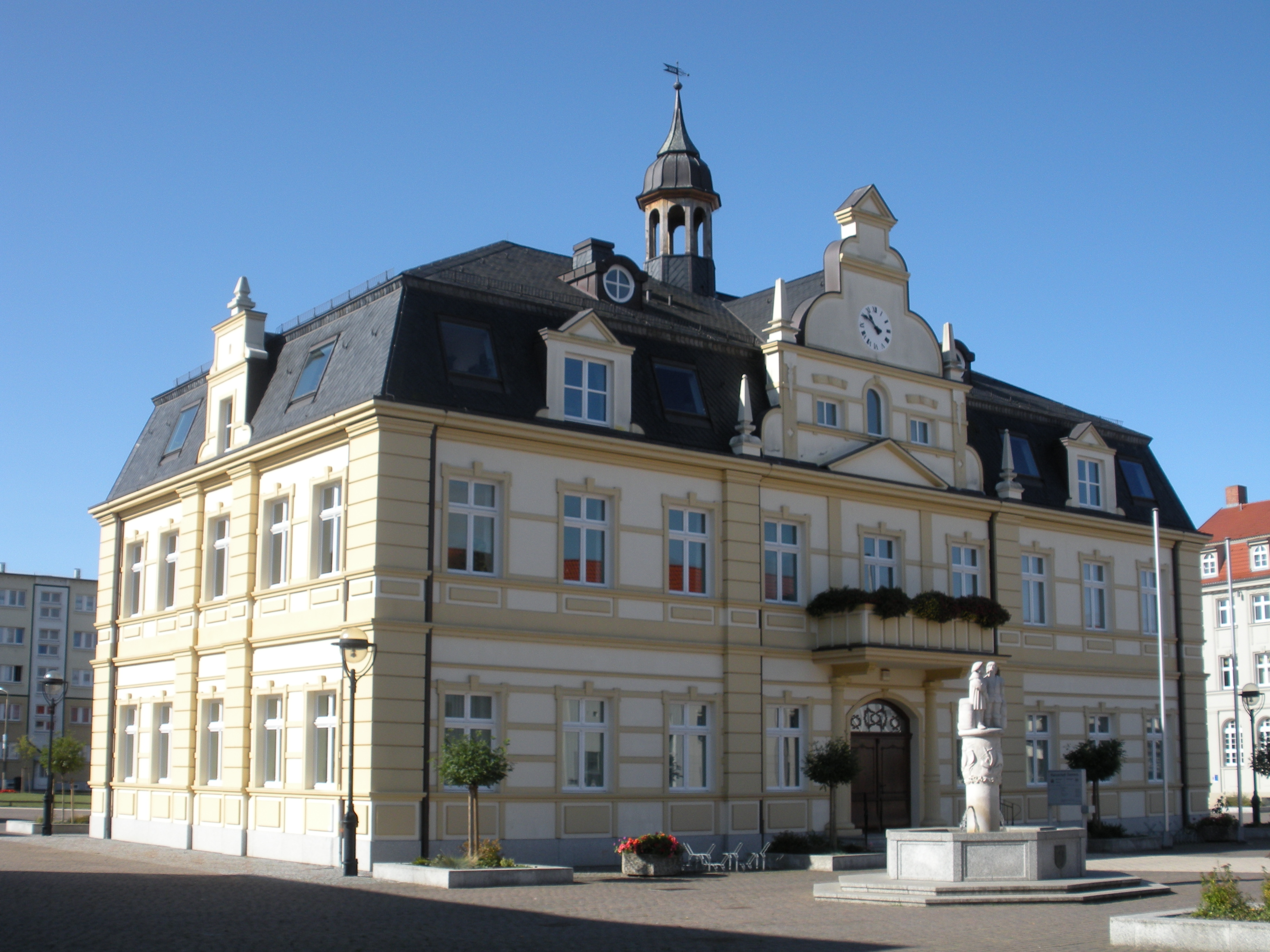
demmini tanácsház
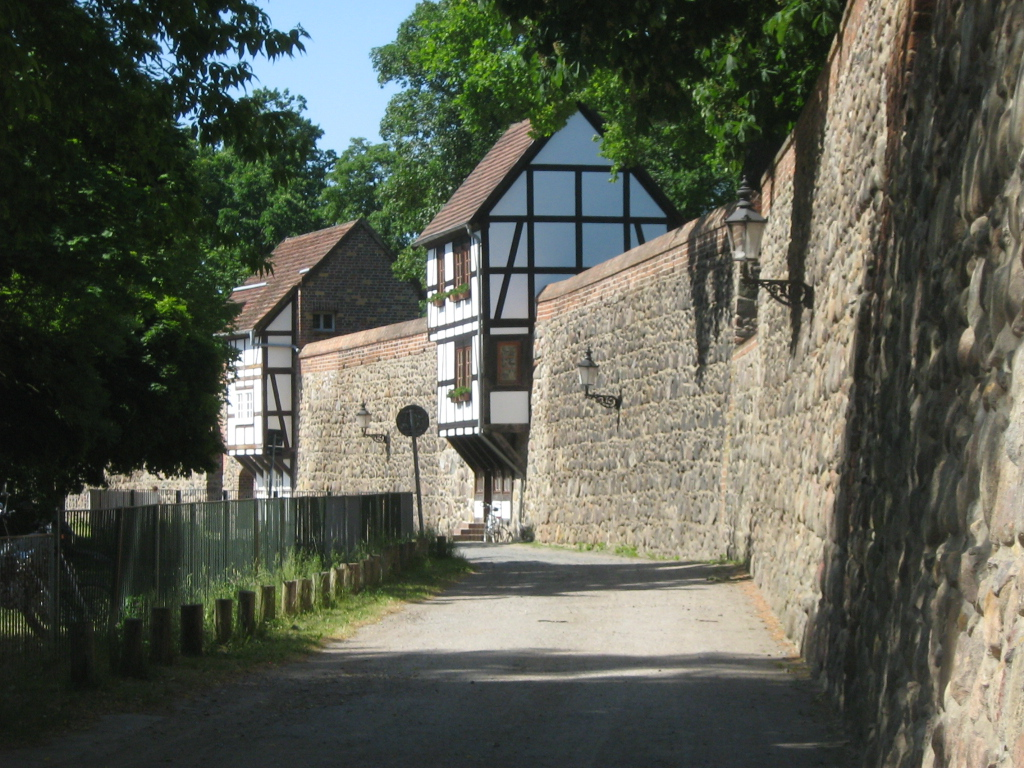
Wiekhäuser a neubrandenburgi városfalban
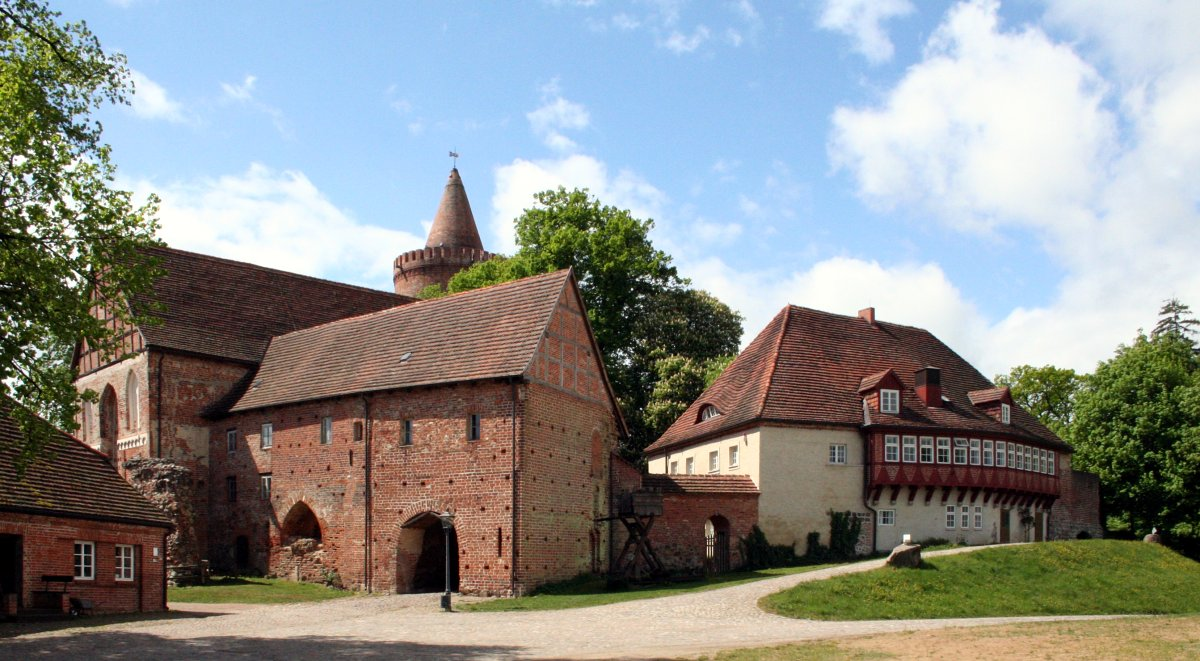
Burg Stargard
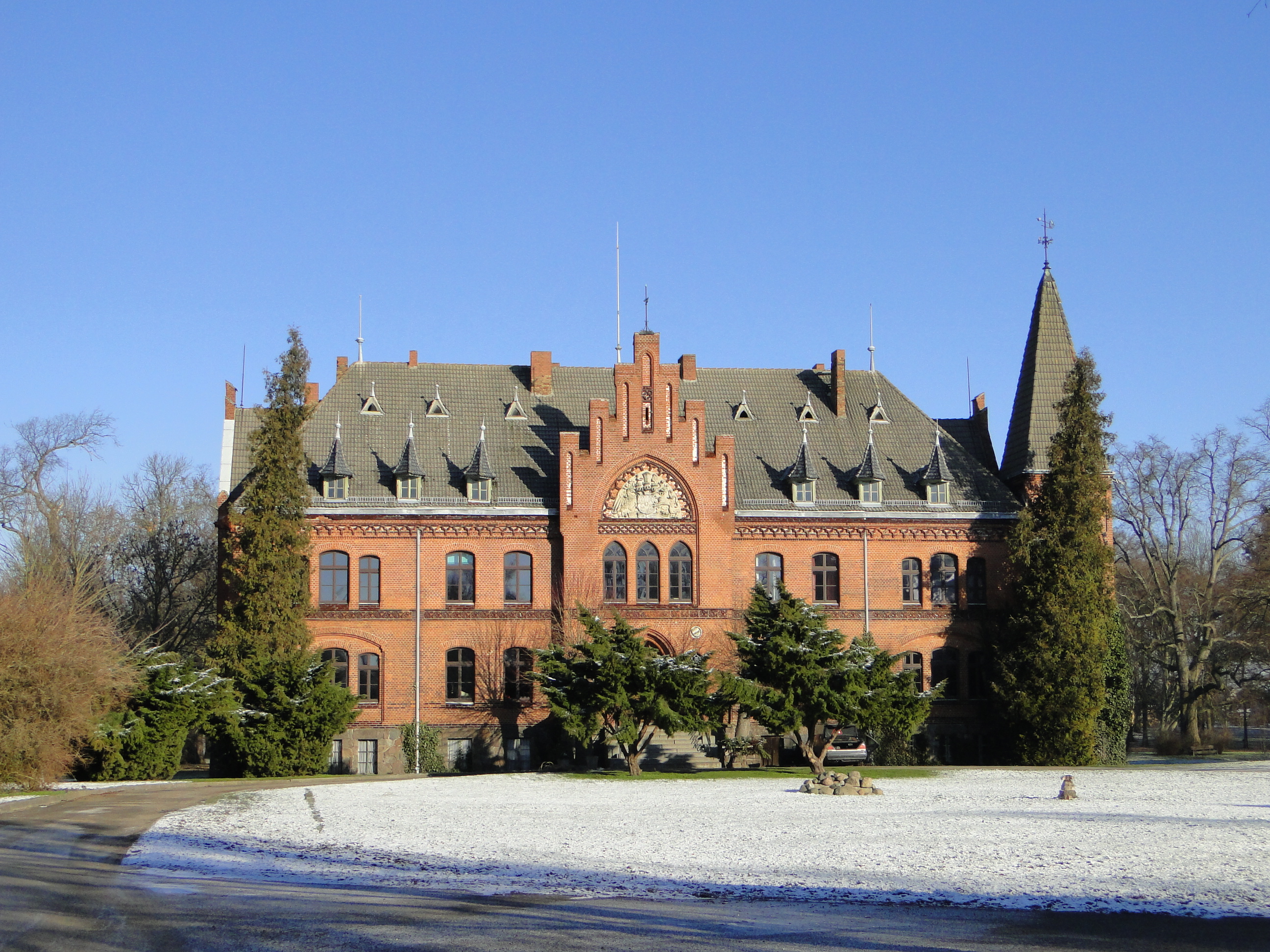
Gutshaus Beseritz
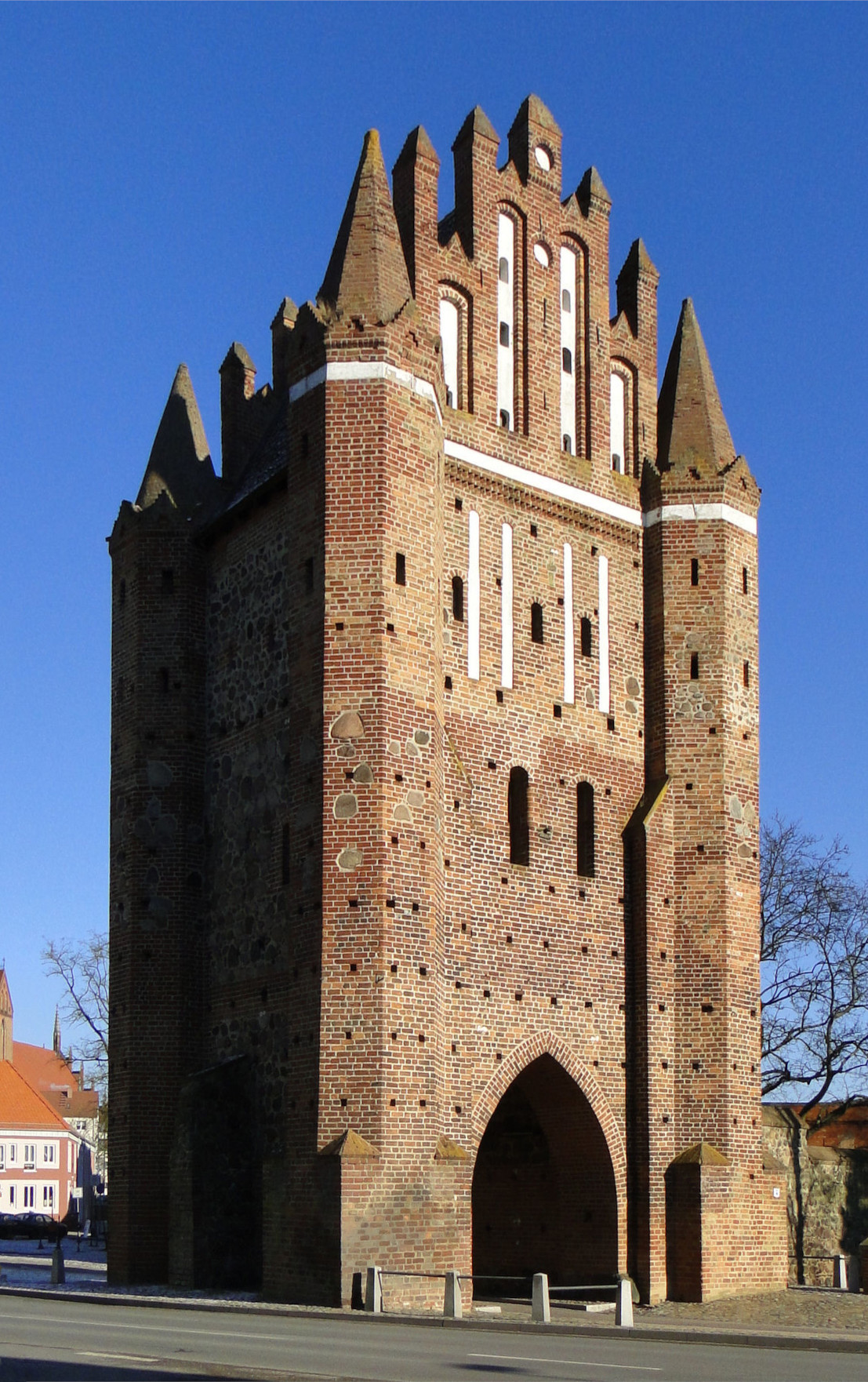
neubrandenburgi kapu Friedlandban
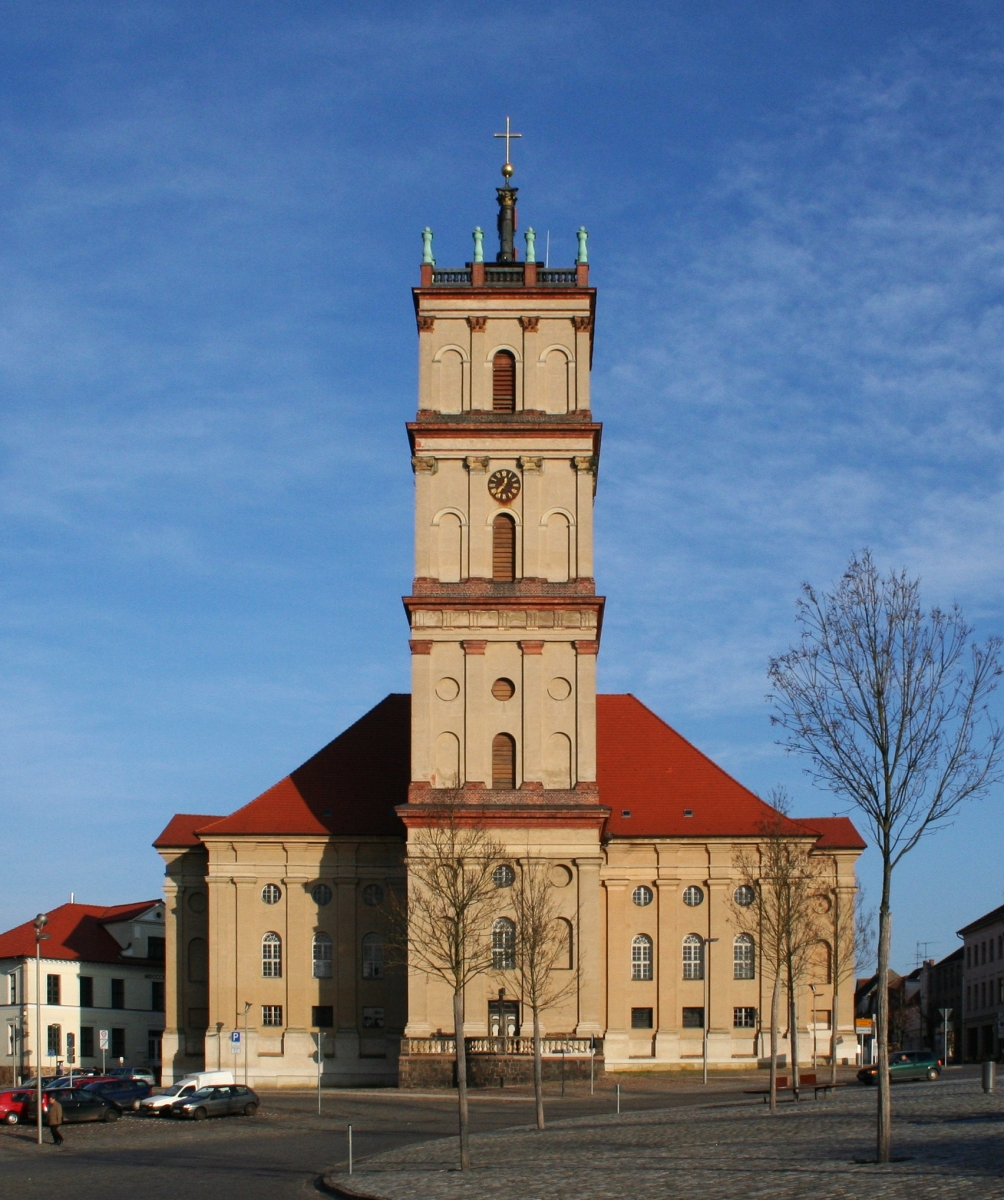
városi templom Neustrelitz